# Helena de Godoy Bergallo
A Pesquisadora Brasileira Helena de Godoy Bergallo se formou em Ciências Biológicas pela Universidade do Estado do Rio de Janeiro (UERJ). Obteve seu título de Mestre em Ecologia pela Universidade Estadual de Campinas (UNICAMP), sob orientação do Prof. Dr. Miguel Petrere Junior, e Doutorado, também em Ecologia pela UNICAMP, sob orientação do Prof. Dr. William E. Magnusson do Instituto Nacional de Pesquisas da Amazônia (INPA) e co-orientação do Dr. Woodruff Benson (UNICAMP). Ingressou na UERJ em 1996 como Professora Associada, sendo Professora Titular desde 2024. Atua nos Programas de Pós-Graduação em: Ecologia e Evolução; e Meio Ambiente.
Coordena o Laboratório de Ecologia de Mamíferos (LEMA). É membro do Grupo de Pesquisa Ecologia de Vertebrados Tropicais. Atuando também no Programa de Pesquisa em Biodiversidade da Mata Atlântica um programa do Ministério da Ciência, Tecnologia e Inovação. Desde 2020 é representante da UERJ na Comissão Estadual de Controle Ambiental vinculada à Secretaria de Estado do Ambiente e Sustentabilidade e atualmente é representante da UERJ no Conselho Consultivo do Parque Estadual do Desengano, junto ao Instituto Estadual do Ambiente.
Publicou mais de 200 artigos em periódicos científicos. Com mais de 100 publicações indexadas na Web of Science, totalizando quase 2.000 citações. Na formação de recursos humanos, orientou 26 Trabalhos de Conclusão de Curso, 29 projetos de Iniciação Científica, 39 dissertações de Mestrado, 22 Teses de Doutorado e supervisionou seis pós-doutorandos. Foi membro de mais de 200 bancas de graduação de pós-graduação. Participou da publicação de nove livros e 42 capítulos de livros e apresentou mais de 90 trabalhos em eventos científicos nacionais e internacionais nas áreas de ecologia, conservação da biodiversidade, espécies invasoras, mamíferos e impactos ambientais.

## Homenagens
Em 2005 a espécie de ácaro Androlaelaps bergalloi foi nomeada em sua homenagem .
Em 2022 foi agraciada com o Prêmio Crea-RJ de Meio Ambiente, concedido a pessoas que se destacam em ações voltadas à preservação ambiental.